# Třemošná u Plzně (nádraží)
Třemošná u Plzně je železniční stanice v severní části města Třemošná v okrese Plzeň-sever v Plzeňském kraji, nedaleko Zlatého potoka. Leží na neelektrizované jednokolejné trati Plzeň–Žatec.

## Historie
Stanice byla otevřena 21. ledna 1873 při zahájení provozu trati společnosti Plzeňsko-březenská dráha (EPPK) v úseku z Plzní do Plas. Celistvé dopravní spojení přes Žabokliky do stanice Březno u Chomutova bylo zprovozněno 8. srpna 1873. Budova vznikla dle typizovaného stavebního vzoru.
Po zestátnění společnosti 1. července 1884 v Rakousku-Uhersku pak obsluhovala stanici jedna společnost, Císařsko-královské státní dráhy (kkStB), po roce 1918 pak správu přebraly Československé státní dráhy.

## Popis
Nachází se zde dvě jednostranná nekrytá nástupiště, k příchodu k vlakům slouží přechody přes koleje.